# West Stafford
West Stafford – wieś w Anglii, w hrabstwie Dorset. Leży 4 km na wschód od miasta Dorchester i 182 km na południowy zachód od Londynu.